# کمپلکس ایمنی

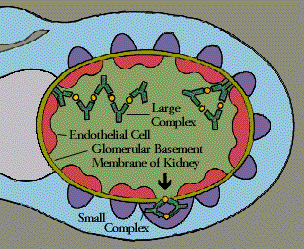
بیماری‌های کمپلکس ایمنی

یک کمپلکس ایمنی، که گاه کمپلکس آنتی‌ژن-آنتی‌بادی یا آنتی‌بادی متصل به آنتی‌ژن نامیده می‌شود، مولکولی است که از اتصال چند آنتی‌ژن به آنتی‌بادی‌ها تشکیل می‌شود. آنتی‌ژن و آنتی‌بادی متصل به‌عنوان یک مجموعهٔ واحد عمل می‌کنند. پس از یک واکنش آنتی‌ژن-آنتی‌بادی، کمپلکس‌های ایمنی می‌توانند در معرض یک یا تعدادی از پاسخ‌ها، از جمله رسوب کمپلمان، اپسونیزاسیون، فاگوسیتوز یا پردازش توسط پروتئازها قرار گیرند. گلبول‌های قرمز حامل گیرنده‌های CR1 بر روی سطح خود ممکن است کمپلکس‌های ایمنی پوشیده‌شده با C3b را متصل کرده و آن‌ها را به فاگوسیت‌ها، عمدتاً در کبد و طحال، منتقل کرده و در نهایت به گردش خون عمومی بازگردند.
نسبت آنتی‌ژن به آنتی‌بادی اندازه و شکل کمپلکس ایمنی را تعیین می‌کند. بیشتر FcRهای موجود در سلول‌های دستگاه ایمنی ذاتی میل ترکیبی کمی برای یک آنتی‌بادی منفرد دارند و در عوض باید به یک کمپلکس ایمنی حاوی آنتی‌بادی‌های متعدد متصل شوند تا مسیر سیگنال‌دهی درون‌سلولی خود را شروع کنند و پیامی را از خارج به داخل سلول منتقل کنند. علاوه بر این، گروه‌بندی و اتصال کمپلکس‌های ایمنی متعدد به یکدیگر امکان افزایش شدت یا قدرت اتصال FcRs را فراهم می‌کند. این موضوع، به سلول‌های ایمنی ذاتی اجازه می‌دهد تا چندین ورودی را به‌طور همزمان دریافت کنند و از فعال شدن زودهنگام آن‌ها جلوگیری می‌کند.
کمپلکس‌های ایمنی ممکن است زمانی که در اندام‌ها رسوب می‌کنند، برای مثال در اشکال خاصی از واسکولیت، باعث بیماری شوند. این وضعیت، سومین شکل بیش‌حساسیت در طبقه‌بندی ژل کومبز است که به آن حساسیت نوع III می‌گویند. چنین حساسیت مفرط در حال پیشرفت به حالت‌های بیماری باعث ایجاد بیماری‌های کمپلکس ایمنی می‌شود.
رسوب کمپلکس ایمنی، ویژگی بارز چندین بیماری خودایمنی از جمله روماتیسم مفصلی، اسکلرودرمی و سندرم شوگرن است. ناتوانی در تخریب کمپلکس‌های ایمنی در لیزوزوم و تجمع پس از آن در سطح سلول‌های ایمنی با لوپوس منتشر همراه است.